# Andy Mate
Andy Mate (Budapest, Hungría; 19 de marzo de 1940-13 de mayo de 2012) fue un centrocampista de fútbol húngaro-estadounidense que pasó la mayor parte de su carrera en la German American Soccer. También jugó una temporada en la Bundesliga, una en la National Professional Soccer League y otra en la North American Soccer League.  

## Trayectoria
Pasó la mayor parte de su carrera con el club New York Hungaria de la German American Soccer League con el cual ganó en 1962 la liga y la Lamar Hunt U.S. Open Cup. En 1963 anotó los cinco goles en la derrota global de la primera ronda de su equipo ante el Deportivo Oro de México por la Copa de Campeones de la CONCACAF. 
En la temporada 1964-65, estuvo en el Hamburger SV de la Bundesliga de Alemania. En 1967, jugó una sola temporada con el New York Generals de la National Professional Soccer League. 
En 1971 cuando el New York Cosmos ingresó a la North American Soccer League, obtuvo gran parte de su lista inicial de la GASL. Como resultado, Mate jugó la primera temporada en el club.  
En 1975, jugó para los New Jersey Americansde la American Soccer League.

## Selección nacional
Jugó un partido internacional con la selección de Estados Unidos en una derrota por 10-0 ante Inglaterra el 27 de mayo de 1964.

## Clubes
| Club                  | País           | Año         |
| --------------------- | -------------- | ----------- |
| New York Hungaria     | Estados Unidos | 1964        |
| Hamburgo S.V.         | Alemania       | 1964 - 1965 |
| New York Generals     | Estados Unidos | 1967        |
| Philadelphia Spartans | Estados Unidos | 1967        |
| New York Hungaria     | Estados Unidos | 1968 - 1970 |
| New York Cosmos       | Estados Unidos | 1971        |
| New Jersey Americans  | Estados Unidos | 1975        |

## Fallecimiento
Murió en su Hungría natal el 13 de mayo de 2012 a la edad de 72 años.